# Hofherr Mátyás

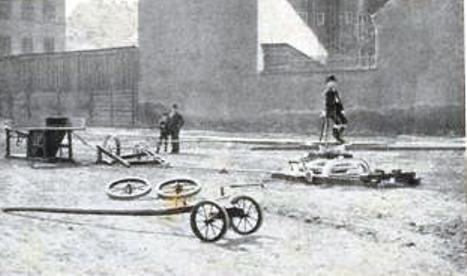
Hofherr Mátyás bécsi gyárának udvara

Hofherr Mátyás (eredeti nevén Matthias Hofherr) (Moosbeuren, 1829. – Bécs, 1909. május 4.) német származású gépész, a kispesti Hofherr és Schrantz Gépgyár egyik alapítója. Hofherr Albert apja.

## Életpályája
Eleinte lakatosnak tanult, később külföldre ment, megfordult Franciaországban, Angliában, Svájcban, Münchenben, végül Bécsbe került, ahol egy gépgyárban helyezkedett el. Konstrukciói a cégnél figyelmet keltettek. 1869-ben alapította meg saját üzemét Bécsben, amely kaszáló- és vetőgépek, illetve kukoricamorzsolók gyártásával foglalkozott. Később a magyar Hofherr ekék és egyéb kis gépek is megjelentek a gyártósoron. 1881-ben a magyarországi Schrantz Jánossal közösen alapítottak társaságot, majd 1888-ban Budapesten is üzemet nyitottak. Termékeiket nemsokára 20 országba exportáltak. 1900-ban a Hofherr & Schrantz mezőgazdasági gépgyár  Kispestre költözött, mivel ott megfelelő méretű iparterület állt a rendelkezésére. Bécsből áthelyezték a termelési központot Magyarországra, valamint a cég száz szakembere került át.  Hofherr Mátyás 1909. május 4-én Bécsben hunyt el, 81. életévében.

## Emlékezete
- Sírja a simmeringi evangélikus temetőben található.[1]
- Emléktáblája és domborműve a Budapest XVIII. kerület Gyöngyvirág utca 8. szám alatt látható, a valamikori Hofherr villában, ahol emlékszobát rendeztek be.
- Emléktábla  Mezőkövesden a Mezőgazdasági Gépmúzeum falán.